# جيه. غراهام
جيه. غراهام (ولد في 14 يناير 1990، في ليفيرموري، ألاميدا، كاليفورنيا) هو لاعب كرة قاعدة أمريكي يلعب في مركز اللعبة كرامي الكرة.

## روابط خارجية
- جيه. غراهام على موقع دوري كرة القاعدة الرئيسي (الإنجليزية)
- جيه. غراهام على موقعبيزبول رفرنس.كوم (الدوري الرئيسي) (الإنجليزية)
- جيه. غراهام على موقعبيزبول رفرنس.كوم (الدوري الثانوي) (الإنجليزية)
- جيه. غراهام على موقع إي إس بي إن.كوم (أم.أل.بي) (الإنجليزية)
- جيه. غراهام على موقع مشجعي الرسوم البيانية (الإنجليزية)